# Hora

Animação mostrando uma hora passando num relógio analógico.

A hora (símbolo: h) é uma unidade de medida de tempo que tem por base a velocidade de rotação e as dimensões da Terra.
Na convenção moderna uma hora é correspondente a 60 minutos ou 3 600 segundos. Isso é aproximadamente 1/24 (um vinte e quatro avos) de um dia da Terra.
A hora foi originalmente definida no Egito como 1/24 (um vinte e quatro avos) de um dia, baseado no sistema de numeração duodecimal.
Apesar de não ser definida pelo Sistema Internacional de Unidades (SI), ele aceita que a unidade seja representada pelo símbolo h.

## História
A hora foi definida originalmente pelas civilizações antigas (incluindo o Egito, Suméria, Índia e China) tanto como um doze avos do tempo entre o nascer e o pôr do sol ou como um vinte e quatro avos de um dia. Em ambos os casos a divisão refletia o amplo uso do sistema de numeração duodecimal e do costume de manter o padrão entre diferentes grupos de informação (12 meses, 12 signos do zodíaco, 12 pontos principais no compasso, uma dúzia).
Diferentes definições antigas de hora:
- Um doze avos de tempo do nascer ao pôr do sol. Como consequência, as horas no verão eram mais longas que as horas no inverno, e variavam também de acordo com a latitude. Os romanos, gregos e as civilizações antigas da China e Japão usavam essa definição.
- Um vinte e quatro avos do dia solar aparente (entre um meio-dia e o seguinte ou entre um pôr do sol e o outro). Como consequência as horas variavam um pouco, pois a duração de um dia varia ao longo do ano.
- Um vinte e quatro avos da representação do dia solar.

## Contagem das horas
Ao longo dos séculos diferentes formas de contar as horas foram utilizadas:
- Nas sociedades da Antiguidade e da Idade Média, nas quais a divisão entre o dia e a noite importava mais do que em sociedades acostumadas com o uso da luz artificial, a contagem das horas começava com o nascer do Sol. Este marcava o início da primeira hora, o pôr-do-sol ocorria ao final da décima segunda hora. Com isso a duração das horas variava de acordo com a estação.
- No chamado tempo italiano a primeira hora inicia com o pôr do sol. As horas eram numeradas de 1 a 24. Essa forma de contar as horas possuía a vantagem de mostrar facilmente quantas horas ainda restavam sem a necessidade do uso de luz artificial. Foi introduzida  na Itália durante o século XIV e foi de uso comum até o meio do século XVIII, ou mesmo até o meio do século XIX em algumas regiões.
- No relógio de 12 horas, a contagem das horas começa à meia-noite e reinicia ao meio-dia. As horas são numeradas de 1 a 12.
- No relógio de 24 horas a contagem das horas começa à meia-noite e as horas são numeradas de 0 a 23.
- A contagem das horas ainda varia em algumas aldeias de Portugal. Com uma dimensão temporal variável, cada hora pode ter 4, 8, 12 horas dependendo do que é definido em cada aldeia. A contagem das horas solares é feita quando a sombra atinge certos locais como penedos ou cruzeiros. A contagem das horas está associada ao dever de ceder ou desviar a água comunitária e acender o forno do povo.
- Na França, durante o período da Revolução Francesa, a partir de 22 de setembro de 1792, indo até 1805, foi utilizado o Calendário Revolucionário Francês, o qual, dentre amplas modificações na contagem de tempo, definiu que o dia se dividiria em 10 (dez) "horas", cada hora em cem "minutos", cada minuto em cem "segundos". Essa divisão do dia, porém, jamais foi considerada pelos franceses, tendo sido abolida oficialmente em 1795.